# Charmoy, Saône-et-Loire
Charmoy är en kommun i departementet Saône-et-Loire i regionen Bourgogne-Franche-Comté i östra Frankrike. Kommunen ligger i kantonen Montcenis som tillhör arrondissementet Autun. År 2022 hade Charmoy 284 invånare.

## Befolkningsutveckling
Antalet invånare i kommunen Charmoy
| Referens: INSEE |